# Nicola Döring
Nicola Döring ist eine deutsche Universitäts-Professorin für Medienpsychologie und Medienkonzeption an der TU Ilmenau.

## Leben und Werdegang
Nach Angaben in der Deutschen Nationalbibliothek waren ihre Wirkungsorte Berlin (1992–1998), Heidelberg (1998–2000), Chemnitz (2000), Ilmenau (2000–2001 und seit 2004), Erfurt (2001–2002) sowie Hamburg (2003–2004). Zu ihren Forschungsinteressen gehören u. a. soziale und psychologische Aspekte der Online- und Mobilkommunikation, Geschlechteraspekte von Medienproduktion, Medieninhalten, Mediennutzung und Medienwirkung sowie sexualbezogene Mediennutzung und mediale Repräsentation von Sexualitäten. Döring hat über die Zeit drei eigene Monografien veröffentlicht und publiziert in verschiedenen Fachzeitschriften, darunter recht häufig in der Zeitschrift für Sexualforschung, deren Mitherausgeberin sie ist.
Bei Researchgate wird sie mit Stand November 2021 mit knapp 300 Publikationen und über 9.500 Zitationen geführt und in der Datenbank Scopus mit knapp unter 1.300 Zitationen auf der Basis von 89 Veröffentlichungen. Laut Scopus hat sie einen H-Index von 15, laut Google Scholar (mit Stand November 2021) einen von 46.
Eigenen Angaben zufolge hat sie in der akademischen Selbstverwaltung Amtsperioden als Institutsdirektorin, Prodekanin sowie Dekanin absolviert und ist  Mitglied in verschiedenen Fachgesellschaften, darunter der American Psychological Association, der Deutschen Gesellschaft für Online-Forschung, der Deutschen Gesellschaft für Psychologie, Deutschen Gesellschaft für Publizistik- und Kommunikationswissenschaft und der International Communication Association.

## Veröffentlichungen (Auswahl)

### Monografien
- Sozialpsychologie des Internet: die Bedeutung des Internet für Kommunikationsprozesse, Identitäten, soziale Beziehungen und Gruppen, 2. vollständig überarbeitete und erweiterte Auflage; Göttingen, Bern, Toronto, Seattle: Hogrefe, Verlag für Psychologie, 2003, ISBN 978-3-8017-1466-6.
- Kompendium M-Learning: Mit Handy, Handheld und Notebook erfolgreich lehren und lernen; Berlin: Springer, 2007, ISBN 978-3-540-69331-4.
- mit Jürgen Bortz: Forschungsmethoden und Evaluation in den Sozial- und Humanwissenschaften, 5. vollständig überarbeitete, aktualisierte und erweiterte Auflage; Berlin, Heidelberg: Springer, 2016, ISBN 978-3-642-41088-8.

### Aufsätze
- Sexuell explizite Inhalte in neuen Medien: Negative und positive Wirkungen auf unterschiedliche Bevölkerungsgruppen, in: Leonard Reinecke, Sabine Trepte (Hrsg.): Unterhaltung in neuen Medien, Köln: Herbert von Halem Verlag, 2012, ISBN 978-3-86962-046-6, S. 361–378.
- Sexuell explizite Medienangebote: Produktion, Inhalte, Nutzung und Wirkungen, in: Wolfgang Schweiger, Andreas Fahr (Hrsg.): Handbuch Medienwirkungsforschung, Wiesbaden: VS Verlag, 2013, ISBN 978-3-531-18158-5, S. 419–436.
- Linda Williams’ „Hard Core“: Der Klassiker der Pornografie-Forschung wird 30 Jahre alt, Zeitschrift für Sexualforschung 2019, Band 32, Nr. 1, S. 39–47.
- Love and Sex with Robots: A Content Analysis of Media Representations, International Journal of Social Robotics, 6. Februar 2019: 1–13.
- How Is the COVID-19 Pandemic Affecting Our Sexualities? An Overview of the Current Media Narratives and Research Hypotheses, Archives of Sexual Behavior 5. August 2020: 1–14.